# Mie Højlund
Mie Enggrob Højlund (født 24. oktober 1997 i Voldum) er en dansk håndboldspiller, der spiller for Odense Håndbold og Danmarks kvindehåndboldlandshold. Hun har flere U-landsholdskampe på CV'et. Hun vandt i 2016 ganske overlegent titlen som Årets Kvindelige Talent med 53 % af stemmerne.

## Karriere

### Klubhold
Højlund spillede for Randers HK's ungdomshold for første gang i 2013. I 2014, blev hun en del af seniorholdet i topklubben Randers HK. I hendes første sæson stod hun noteret for i alt 30 mål i Damehåndboldligaen. Højlund gennembrud i den danske liga kom i efteråret 2016, hvor Højlund var det oplagte førstevalg på playmakerpositionen i Randers, efter ellers at have stået i skyggen af landsholdspiller Jane Schumacher de to forgangne sæsoner. Den største overraskelse kom i slutningen af 2016, hvor hun sammen med resten af Randers HK, vandt DHF's Landspokalturnering 2016 over FC Midtjylland Håndbold. Ved afslutningen af sæson 2016/17, var hun holdet anden mest scorende spiller med 89 mål og. Som den markante profil Højlund var blevet i den danske liga, resulterede det også i et skifte til storsatsende Odense Håndbold, hvor hun fulgte med i en række andre landsholdspillere.
I sin første sæson vandt hun sølv i HTH GO Ligaen 2017-18 og dermed avancement til EHF Champions League 2018-19. Her var det også Højlunds første deltagelse i den mest prestigefyldte turnering i europæisk kvindehåndbold. Med klubben, nåede de kvartfinalen året efter. I 2018-19 sæsonen vandt hun sammen med klubben så bronze. Hun forlængede i novenber 2019, hendes kontrakt med klubben, gældende til sommeren 2024. Efter flere forsøg for at vinde pokalturnering, vandt hun så den for anden gang og for første gang, det danske mesterskab i maj 2021.

### Landshold
Højlunds år på ungdomslandsholdene var succesrige og resulterede i at det danske hold vandt U/19-EM 2015 i Spanien og igen ved U/19-VM 2016 i Rusland. Hun havde også vundet bronze ved U/17-EM 2014 i Makedonien. Hendes succes på både ungdomslandsholdene og i Randers HK, resulterede i hendes debut på det danske A-landshold, den 7. oktober 2016 mod Norge. Hun blev også udtaget til landstræner Klavs Bruun Jørgensens bruttotrup frem mod EM 2016 i Sverige, men valgte at takke nej grundet travlhed på hendes studie. Året efter måtte hun igen afvise en udtagelse til VM 2017 i Tyskland, på grund af en dårlig skulder. Hun gjorde dog slutrundedebut ved EM 2018 i Frankrig og har siden været udtaget ved hver slutrunde pr. december 2021. Hendes rolle på det danske landshold har siden VM-slutrunden i Japan 2019, været bærende og stor. Hun er kendt som en hårdtskydende og gennembrydende spiller, der bringer fart og kynisme til spillet. Hun har ved flere lejligheder ageret højre back. Ved EM i håndbold 2020 på hjemmebane i Herning, nåede hun semifinalen med Danmark, men blev samlet nummer 4 ved slutrunden.
Hun var også med til at vinde bronzemedaljer med Danmark, ved VM i kvindehåndbold 2021 i Spanien og ved VM i kvindehåndbold 2023 på hjemmebane

## Meritter
- Damehåndboldligaen
  - Vinder: 2021, 2022
  - Sølv: 2018, 2020
  - Bronze: 2019
- DHF's Landspokalturnering
  - Vinder: 2016, 2020
  - Finalist: 2018, 2019
- EM i håndbold
  - Semifinalist: 2020